# Westland WS-51 Dragonfly
Westland WS-51 Dragonfly – brytyjski śmigłowiec produkowany przez firmę Westland Aircraft po zakończeniu II wojny światowej, licencyjna wersja amerykańskiej maszyny Sikorsky H-5 (S-51). WS-51 był pierwszym śmigłowcem produkowanym przez firmę Westland.

## Historia
Wraz z zakończeniem wojny firma Westland Aircraft stanęła przed wyborem dalszej drogi rozwoju, gdyż zakończono produkcję samolotów bojowych, a tym samym skończyły się również wielkoseryjne zamówienia rządowe. Zarząd firmy podjął decyzję o rozwoju nowych maszyn latających, które pod koniec wojny zaczęły udowadniać swoją skuteczność w sytuacjach, w których klasyczne samoloty zawodziły – śmigłowców. Chcąc szybko wdrożyć nowy produkt zrezygnowano z długiej drogi budowy własnej konstrukcji na korzyść zakupienia licencji. Wybór padł na amerykański śmigłowiec Sikorsky H-5 (S-51). Do Stanów Zjednoczonych wysłano przedstawicieli firmy w celu sfinalizowania umowy licencyjnej, którą podpisano w grudniu 1946 roku. Dokumentacja techniczna nowej maszyny trafiła do Westlanda w maju 1947 roku. Nie można było jednak podjąć od razu produkcji, gdyż amerykańskie normy techniczne dość znacznie różniły się od brytyjskich. Począwszy od napędu, którym w amerykańskim oryginale był Pratt & Whitney R-985, a brytyjskim miał być Alvis Leonides 50, a skończywszy na łożyskach, wszystkie te elementy dość znacznie różniły się między sobą. Przez ponad rok czternastoosobowy zespół dostosowywał amerykańskie plany do brytyjskich warunków. Wreszcie 5 października 1948 gotowy prototyp, za którego sterami siedział Alan Bristow wzniósł się po raz pierwszy w powietrze. Pierwszy śmigłowiec seryjny oblatano 22 czerwca 1949 roku. Seryjna produkcja śmigłowca trwała do 1954 roku. Łącznie wyprodukowano 149 maszyn. WS-51 stał się pierwszym śmigłowcem, który w lipcu 1951 roku otrzymał certyfikat cywilny. W 1950 roku maszyna weszła do służby w Royal Navy, gdzie wypełniała zadania ratownicze. Po zakończeniu produkcji podjęto próbę modernizacji śmigłowca tworząc jego wersje rozwojową oznaczoną jako Westland WS-51 Widgeon, ale nie osiągnęła ona takiego sukcesu rynkowego jak Dragonfly i wybudowano jedynie 15 egzemplarzy.
Śmigłowiec zabierał pilota i trzech pasażerów. W wersji HR.3 trójłopatowy wirnik o konstrukcji metalowej krytej płótnem zamieniono na wytrzymalszy całkowicie metalowy. 
Śmigłowce od stycznia 1950 roku zaczęły wchodzić na wyposażenie dywizjonów, począwszy od 745. Dywizjonu. Używane były jako maszyny pokładowe na lotniskowcach do ratowania załóg samolotów, które uległy wypadkom, oraz do celów dyspozycyjnych i łączności z lądem i innymi okrętami. Z jednostek liniowych wycofano je w 1960 roku, do szkolenia były używane do 1967 roku.

## Wersje
- Westland/Sikorsky WS-51 - maszyna prototypowa
- Dragonfly HR.1 - wersja ratownicza dla Royal Navy, wybudowano 13 maszyn[1].
- Dragonfly HC.2 - wersja ratownicza dla Royal Air Force, trzy egzemplarze.
- Dragonfly HR.3 - wersja ratownicza dla Royal Navy, 58 maszyn.
- Dragonfly HC.4 - wersja ratownicza dla Royal Air Force, 12 sztuk.
- Dragonfly HR.5 - wersja ratownicza dla Royal Navy, zbudowano 9 sztuk i około 25 przebudowano z wersji HR.1 i HR.3[1].
- Westland-Sikorsky WS-51 Mk.1A - śmigłowiec przeznaczony na rynek cywilny napędzany silnikiem gwiazdowym Alvis Leonides 521/1.
- Westland-Sikorsky WS-51 Mk.1B - śmigłowiec przeznaczony na rynek cywilny napędzany silnikiem gwiazdowym Pratt & Whitney R-985 Wasp Junior B4.